# Стретч (рэпер)
Рэнди Уокер (англ. Randy Walker; 8 апреля 1968, Springfield Gardens, Нью-Йорк — 30 ноября 1995, Queens Village, Нью-Йорк), более известный под псевдонимом Stretch (рус. Стретч) — американский рэпер, продюсер, актёр, основатель группы Live Squad. Был известен работой с Тупаком Шакуром. После смерти оставил много неизданного материала.

## Жизнь и карьера
В конце 1980-х годов вместе со своим братом Majesty основал хип-хоп-группу Live Squad. Снимался в небольших ролях в фильмах: «Авторитет», «Кто этот тип?» и «Пуля». Участвовал в записи саундтрека к фильму «Над кольцом». В начале 1990-х годов сотрудничал с рэпером Тупаком, известным также как 2PAC. 30 ноября 1994 года на Тупака Шакура в его студии звукозаписи было совершено покушение, в причастности к которому он обвинил Стретча, поскольку считал, что тот, зная о присутствии злоумышленников на первом этаже здания, не предупредил партнёра. После этого происшествия сотрудничество исполнителей прекратилось. По другим данным, Стретч был в сговоре с нападавшими на Тупакa бандитами и предал своего друга за брикет кокаина. Возможно, он завидовал Тупаку, в частности его популярности, тогда как Тупак проявлял заботу о нём, периодически продвигал его для участия в в фильмах, в которых снимался, помогал финансово, дарил дочке Рэнди Уокера подарки.

## Смерть
Stretch умер, получив два огнестрельных ранения в спину. Он ехал на своем внедорожнике и остановился на перекрестке, туда же подъехал другой автомобиль и пристроился рядом. Из него двое неизвестных выстрелили в рэпера. Это произошло 30 ноября 1995 года, ровно через год после покушения на Шакура. Существует мнение, что Рэнди не заплатил за наркотики, за что и был убит.

## Дискография
| Год       | Трек                                              | Исполнители | Альбом                         |
| --------- | ------------------------------------------------- | --- | ------------------------------ |
| 1988      | "Troopin’ It","We Ain’t Have It"                  | Live Squad | BQ In Full Effect              |
| 1991      | "Family of the Underground"                       | Digital Underground                                                                                             | Sons of the P                  |
| 1991      | "Crooked Ass Nigga"                               | 2Pac | 2Pacalypse Now                 |
| 1992      | "Pass The 40"                                     | Raw Fusion, 2Pac, D The Poet 151, Bulldog, Saafir, Pee-Wee, Mac Mone                                            | Hollywood Records Sampler      |
| 1993      | "Strugglin"                                       | 2Pac, Live Squad                                                                                                | Strictly 4 My N.I.G.G.A.Z.     |
| 1993      | "5 Deadly Venomz"                                 | 2Pac, Treach & Apache                                                                                           | Strictly 4 My N.I.G.G.A.Z.     |
| Неизданно | "Hurts The Most"                                  | 2Pac, Mopreme & Stretch                                                                                         | _______________                |
| 1994      | "Stay True", "Under Pressure"                     | Thug Life | Thug Life: Volume 1            |
| 1994      | "Pain"                                            | 2Pac | Above the Rim (soundtrack)     |
| 1994      | "Runnin’ From tha Police"                         | The Notorious B.I.G., 2Pac, Dramacydal, Buju Banton                                                             | One Million Strong             |
| 1996      | _______________                                   | Babyface | The Day                        |
| 1996      | "Take It In Blood", "Silent Murder (Bonus Track)" | Nas | It Was Written                 |
| 1997      | "Hellrazor"                                       | 2Pac, Val Young                                                                                                 | R U Still Down? (Remember Me)  |
| 1998      | "God Bless the Dead"                              | 2Pac | Greatest Hits                  |
| 2001      | "2 Step Drop"                                     | Last Man Standing, Lil’ Jon & The East Side Boyz, Genuwine Leather, K-Hood, Kee Wee, Koolace, Mic O’Mill, Ragga | Get Crunk, Who U Wit: Da Album |
| 2001      | "Big Tyme (Remix)"                                | E-Moneybags, 2Pac, Live Squad                                                                                   | _________________              |
| 2007      | "Shedding More Tearz"                             | 2Pac | The Way He Wanted It Vol. 3    |
| 2007      | "The House of Pain"                               | 2Pac, The Notorious B.I.G.                                                                                      | The Way He Wanted It Vol. 3    |